# Isabel Janßen
Isabel Janßen (* 7. Januar 1981) ist eine ehemalige deutsche Fußballspielerin.

## Karriere
Die 175 cm große Janßen spielte zunächst von 1999 bis 2001 als Stürmerin für den FFC Flaesheim-Hillen in der Bundesliga. In ihrer ersten Saison bestritt sie neun Punktspiele, in denen sie zwei Tore erzielte, in ihrer letzten Saison 13, in denen sie ebenfalls zwei Tore erzielte. Ihr Bundesligadebüt gab sie am 5. September 1999 (2. Spieltag) bei der 0:5-Niederlage im Auswärtsspiel gegen den FSV Frankfurt. Ihr erstes Bundesligator erzielte sie am 19. September 1999 (4. Spieltag) beim 4:2-Sieg im Heimspiel gegen den 1. FC Nürnberg mit dem Treffer zum 3:2 in der 68. Minute. Im Wettbewerb um den nationalen Vereinspokal schied sie mit ihrer Mannschaft in der 1. Runde am 22. August 1999 mit 1:2 beim FFC Heike Rheine aus diesem aus. Am 26. Mai 2001 erreichte sie mit ihrer Mannschaft das Finale, das im Olympiastadion Berlin – als Vorspiel zum Männerfinale – vor 30.000 Zuschauern mit 1:2 gegen den 1. FFC Frankfurt verloren wurde, wobei sie für Antje Meier in der 85. Minute eingewechselt worden war.
Von 2001 bis 2003 gehörte sie dem SC Freiburg an, für den sie bis zu ihrem letzten Punktspiel am 6. Oktober 2002 (6. Spieltag) beim 2:2-Remis im Auswärtsspiel gegen den 1. FFC Frankfurt insgesamt 15 Punktspiele bestritt, in denen sie fünf Tore erzielte. Im Wettbewerb um den nationalen Vereinspokal ereilte ihre Mannschaft das Aus im Viertelfinale am 11. November 2001 bei der 2:3-Niederlage gegen den 1. FFC Turbine Potsdam und in der Folgesaison im Achtelfinale am 13. Oktober 2002 beim 4:5 im Elfmeterschießen gegen den SC 07 Bad Neuenahr.

## Erfolge
- DFB-Pokal-Finalist 2001